# Klamath (Kalifornia)
Klamath – jednostka osadnicza w Stanach Zjednoczonych, w stanie Kalifornia, w hrabstwie Del Norte.